# Томажич, Иван Йожеф
Иван Йожеф Томажич (словен. Ivan Jožef Tomažič, 1.08.1876 г., Ормож, Австро-Венгрия — 27.02.1949 г., Марибор, Югославия) — католический прелат, епископ Лаванта с 27 июня 1933 года по 27 февраля 1949 год.

## Биография
Иван Йожеф Томажич родился 1 августа 1876 года в городе Ормож, Австро-Венгрия. 5 декабря 1898 года был рукоположён в священника, после чего служил военным капелланом. С 1906 года преподавал теологию в Инсбруке. С 1905 года был секретарём епископа Лаванта. В 1915 году Иван Йожеф Томажич получил титул каноника кафедрального собора. С 1920 по 1922 год преподавал историю Церкви в Марбурге. В 1925 году Иван Йожеф Томажич стал прелатом.
8 июня 1928 года Римский папа Пий XI назначил Ивана Йожефа Томажича вспомогательным епископом Лаванта и титулярным епископом Баргалы. 1 августа 1928 года состоялось рукоположение Ивана Йожефа Томажича в епископа, которое совершил епископ Лаванта Андрей Карлин в сослужении с архиепископом Любляны Антоном Бонавентурой Егличем и епископом Крка Йосипом Сребрничем. После своего рукоположения Иван Йожеф Томажич был генеральным викарием епархии Лаванта. Под руководством Ивана Йожефа Томажича была построена семинария в Марбурге, основана католическая организация «Католическое действие», молодёжная организация «Mladce» и получила развитие Общество святого Кирилла, основанная ранее блаженным Антонием Мартином Сломшеком.
Скончался в Мариборе 27 февраля 1949 года.